# Kronoby
Kronoby (finska: Kruunupyy) är en kommun i Svenska Österbotten i landskapet Österbotten i Finland.  Kronoby har 6 442 invånare och har en yta på 752,65 km², varav 39,97 km² är vatten.
Kronoby är en tvåspråkig kommun med svenska som majoritetsspråk och finska som minoritetsspråk. Nuvarande Kronoby kommun bildades den 1 januari 1969, då Kronoby kommun slogs samman med Nedervetil och Terjärv kommuner.

## Geografi

### Sjöar och vattendrag
Kronoby å rinner in i kommunen i Småbönders, i Terjärv kommundel, här rinner ån genom sex olika sjöar innan den rinner genom Terjärv kyrkoby och vidare genom byarna Hästbacka och Kolam. Därefter fortsätter den ner mot byn Snåre, varifrån den fortsätter till Hästöfjärden i Larsmosjön via Kronoby kyrkoby.
Perho å rinner genom Nedervetil, Ullava å rinner in i Perho å i Nedervetil.
De flesta sjöarna finns i Terjärv och Nedervetil som har mera kuperad terräng än Kronoby.
I Terjärv finns tre sjöar med namnet Djupsjön.
| I Terjärv - Heimsjön - Peckasjön - Svartsjön - Emas - Kaitsjön - Djupsjön - Kortjärvi - Voujärv - Vitsjön | I Nedervetil - Seljessjön - Emmesträsk | I Kronoby - Larsmosjön |

### Församlingar
- Kronoby församling
- Nedervetil församling
- Terjärv församling

### Terjärv kommundel

Terjärvs vapen fram till kommunsammanslagningen 1969.

Terjärv har ca 2 400 invånare. Majoritetsspråket i samhället är svenska.
I vardagslag talas det om Småbönders, Kortjärvi, Kyrkoby, Hästbacka och Kolam som skilda byar. Även Granöby, Djupsjöbacka och Högnabba är av tradition rätt så avgränsade områden

#### Terjärv kyrkoby
Terjärv centrum ligger vid sjön Heimsjön. Företaget Rani-Plast är kommunens största arbetsgivare. Andra viktiga företag i Terjärv är bl.a. Teri-Hus Ab, Oy Mini-Maid Ab, Oy Scandinavian Teak Deck Ab.

#### Djupsjöbacka
Djupsjöbacka ligger på östra stranden av Djupsjön. Byn hade en egen skola ända till 2014.
På Djupsjöbacka har det sen gammalt funnits en kvarnindustri. Det fanns vid sekelskiftet två mjölkvarnar, vilka anlitades av bönder långt utanför byns gränser. Vid Långbacka-forsen en kilometer västvart fanns det en tredje mjölkvarn. Mot slutet av 1800-talet byggdes det dessutom en sågkvarn på Djupsjöbacka. Sågverket drevs med vattenkraft från en kanal grävd från Djupsjön till åmynningen nära Kortjärvi sjö.
En viktig del av Djupsjöbacka är också gårdsgrupperna Långbacka, Sandvik och Grannabba.

#### Högnabba
Det natursköna Högnabba ligger ca 8 km söder om Terjärv centrum. I byn bor drygt 100 invånare, både svensk- och finsktalande. I Högnabba finns en ungdomslokal, danspaviljong och ett bönehus.
I Högnabba ligger gårdsgrupperna Emas, Lotas, Peckas samt Nysto, Skallobacka, Peto, Sunde, Pållas, Simjus.

#### Småbönders
Namnet Småbönders härstammar från 1670-talet, då gårdarna var små och invånarna kallades för "små bönder från utkanten av socken". Det finns omkring 300 invånare i Småbönders och ytan är omkring 30 kvadratkilometer.
I byn finns bland annat daghem, förskola, skola och butik samt flera företag. I Småbönders finns det även flera aktiva föreningar. Bland dem märks hem- och skola -föreningen, byaföreningen, bönehusföreningen, marthakretsen och ungdomsföreningen. Föreningarna ordnar evenemang av olika slag, till exempel revy, sommarfest, marknader och lotterier. Småbönders erbjuder mångsidiga fritidsaktiviteter, som paddling, vandring, skidåkning, löpning och snöskoterkörning.
I Småbönders ligger gårdsgrupperna: Manderbacka, Storbacka, Haltas, Papas, Furu, Långbacka, Myngjels, Vistbacka.

#### Kortjärvi
Invånarantalet är ca 130 personer, varav 85 % är svenskspråkiga och 15 % finskspråkiga. Byns huvudnäringar är jord- och skogsbruk, päls- och växthusnäringar samt snickeri- och metallbranschen.

#### Övriga byar
I Terjärv kommundel finns också byarna Kolam och Hästbacka med sina många gårdsgrupper.

### Nedervetil kommundel

Nedervetil vapen fram till 1969

Nedervetil ingår i Kronoby kommun sedan 1969. Språkfördelningen är följande: svenska 65 %, finska 7 % och tvåspråkiga 28 %. Nedervetil har cirka 1 700 invånare. Perho å flyter genom Nedervetil, med forsarna Kaitforsen och Tastforsen och sjöarna Seljes, Loulus och Haavisto. Jordbruket är en viktig del av näringslivet. Dialekten ("nedevetilsprååtsi") saknar genus och skillnaden mellan en och ett (allt betecknas "ein") som återfinns i de andra kommundelarna.

#### Murick
Murick är centralort i Nedervetil.

#### Seljes
Seljes är en ort och ett turistcentrum i anslutning till en ås, Seljesåsen, som höjer sig några meter över den karaktäristiskt låglänta österbottniska våtmarken. Vid åsens fot ligger byn.
I byn finns även en camping, Seljes Camping, som är en populär camping för fiskare.

#### Övriga byar
I Nedervetil kommundel finns också byarna Sandbacka, Bast, Brännkärr, Pelo, Åbacka-Skriko, Tast, Riippa, Viitavesi och Norrby.

### Kronoby kommundel

Kronobys vapen 1955-1973

#### Kronoby kyrkby
Kronoby kyrkby (Kronoby centrum) är kommunens största by. I kyrkbyn finns skolcentrum med kommunens högstadium och gymnasium. Där finns även kommungården med förvaltningscentrum, hälsostation, kommunens huvudbiblioteket samt annan service som matbutik, restauranger, banktjänster och många andra småföretag. Största delen av servicen är numera koncentrerad till norra sidan av ån som flyter genom byn.

#### Merjärv
Den natursköna gamla byn Merjärv ligger ca 8 km öster om Kronoby centrum, längs sockenvägen / landsvägen mot Nedervetil. Kärnbyn Merjärv, som i gamla urkunder också skrivs Merijärvi/Merijerfwi/... uppstod på stranden av nuvarande Kronoby å. Tidigaste, historiskt kända beboare kan spåras till 1300- och 1400-talen. Byns naturnamn härstammar från den tidigare sjön Merijerfwi, som i gamla tider var den sista sjön före ankomsten till havet.
Tillsammans bildar byarna Merjärv, Snåre/Kivjärv och Jeussen området Söderby.
Språkligt har byns innevånare enligt den muntliga traditionen talat tidens Kronobydialekt. Byn är svenskspråkig, men en liten finskspråkig inflyttning, i allmänhet genom ingifte, har skett de senaste åren.
På grund av finska statens jordbrukspolitik under 1950- och 1960-talen splittrades kärnbyn så att en stor del av befolkningen i praktiken utlokaliserades till nya gårdsgrupper; Gyttjehagen/Rönnbacka, Ågkärret/Huderbacka, Tarvos/Fröjdö och Fallet.
Ett synligt inslag i byn har Kasern, senare AIK varit. Från år 1882 anlades ett kasernområde för Vasa 3:e Skarpskyttebataljons 12:e Reservkompani i byn. Områden avstyckades från Nygård och Byskata hemman. Första byggnaderna färdigställdes 1883. Arbetskraft som rensade ån var senare inlogerad på området. Under första världskriget användes området som fängelse, samt som reservfängelse 1920–1923. En längre period, 1926 - ca 1969, fungerade de efterhand förstorade arealerna som ett större jordbruk, en arbetskoloni. Enheten kallades nu AIK, Arbetsinrättningen i Kronoby. Denna upprätthölls av ett kommunalförbund bestående av svensk- och tvåspråkiga kommuner. Beboarna gick i fångkläder och benämndes interner, vissa perioder såväl manliga som kvinnliga. Under 1970-talet avvecklades verksamheten slutligen, jord- och skogsarealerna fördelades till bönder, en privatperson köpte det herrgårdsliknande bostället.

#### Bråtö
På västra sidan av europaväg 8 ligger Bråtö. Bråtö är en liten by, men där finns ändå mycket att se. I Bråtö finns det gamla skeppsvarvet. I Bråtö finns det många små företag, även en bowlinghall.

#### Övriga byar
I Kronoby kommundel finns också byarna Hästö, Norrby, Hopsala, Påras och Överby.

## Politik

### Mandatfördelning i Kronoby kommun, valen 1976–2021
| 27 |

| 27 |

| 27 |

| 27 |

|  | 25 |

|  | 24 | 2 |

| 22 | 4 |  |

|  | 21 | 3 | 2 |

| 18 | 9 |

| 3 | 3 | 19 | 2 |

| 14 | 13 |

| 3 | 2 | 20 | 2 |

| 17 | 10 |

| 10 | 16 |  |

| 17 | 10 |

| 8 |  | 17 |  |

| 14 | 13 |

## Näringsliv
Kronoby har goda förbindelser, stambanan går genom kommunen; järnvägsstationen i Kronoby förvisso nedlagd sedan 1983 och närmaste fungerande järnvägsstation finns i grannstaden Karleby. Det finns också goda vägförbindelser. Karleby-Jakobstad flygplats ligger i kommunen.
Förteckning över viktiga företag i Kronoby kommundel kan hittas på Kronoby kommuns hemsida under näringsliv.
Digita driver radio- och tv-sändare på Paradisbacken i Saarukka i kommundelen Nedervetil.

## Demografi

### Befolkningsutveckling
| Befolkningsutvecklingen i Kronoby kommun 1975–2020                                                           | Befolkningsutvecklingen i Kronoby kommun 1975–2020 | Befolkningsutvecklingen i Kronoby kommun 1975–2020 | Befolkningsutvecklingen i Kronoby kommun 1975–2020 | Befolkningsutvecklingen i Kronoby kommun 1975–2020 |
| --- | -------------------------------------------------- | -------------------------------------------------- | -------------------------------------------------- | -------------------------------------------------- |
| |                                                    |                                                    |                                                    |                                                    |
| År |                                                    |                                                    | Folkmängd                                          |                                                    |
| 1975 | 1975                                               |                                                    | 6 781                                              |                                                    |
| 1980 | 1980                                               |                                                    | 7 008                                              |                                                    |
| 1985 | 1985                                               |                                                    | 7 121                                              |                                                    |
| 1990 | 1990                                               |                                                    | 7 054                                              |                                                    |
| 1995 | 1995                                               |                                                    | 7 025                                              |                                                    |
| 2000 | 2000                                               |                                                    | 6 846                                              |                                                    |
| 2005 | 2005                                               |                                                    | 6 800                                              |                                                    |
| 2010 | 2010                                               |                                                    | 6 731                                              |                                                    |
| 2015 | 2015                                               |                                                    | 6 682                                              |                                                    |
| 2020 | 2020                                               |                                                    | 6 416                                              |                                                    |
| Anm: Uppgifterna avser förhållandena den 31 december nämnda år enligt områdesindelningen den 1 januari 2022. |                                                    |                                                    |                                                    |                                                    |

### Språk
Befolkningen efter språk (modersmål) den 31 december 2022. Finska, svenska och samiska räknas som inhemska språk då de har officiell status i landet. Resten av språken räknas som främmande. För språk med färre än 10 talare är siffran dold av Statistikcentralen på grund av sekretesskäl.
| Språk                        | Talare 2022-12-31 | Talare 2022-12-31 |
| Språk                        | Antal             | Andel (%)         |
| ---------------------------- | ----------------- | ----------------- |
| Hela befolkningen            | 6 405             | 100,0             |
| Inhemska språk totalt        | 6 130             | 95,7              |
| Svenska                      | 4 903             | 76,5              |
| Finska                       | 1 227             | 19,2              |
| Främmande språk totalt       | 275               | 4,3               |
| Ukrainska                    | 36                | 0,6               |
| Ryska                        | 35                | 0,5               |
| Arabiska                     | 32                | 0,5               |
| Bulgariska                   | 22                | 0,3               |
| Estniska                     | 22                | 0,3               |
| Engelska                     | 11                | 0,2               |
| Italienska                   | 11                | 0,2               |
| Thailändska                  | 11                | 0,2               |
| Rumänska                     | 10                | 0,2               |
| Språk med färre än 10 talare | 85                | 1,3               |

|  | Finska (19,2 %) |

|  | Svenska (76,5 %) |

|  | Främmande språk (4,3 %) |

|  | Finska (19,2 %) |

|  | Svenska (76,5 %) |

|  | Främmande språk (4,3 %) |

## Kultur

### Dialekt
I Kronoby och dess byar pratas en svensk dialekt som härstammar från fornsvenskan. Många av gamla ord har bevarats. Dialekterna i de tre kommundelarna skiljer sig mycket från varandra.

### Sevärdheter

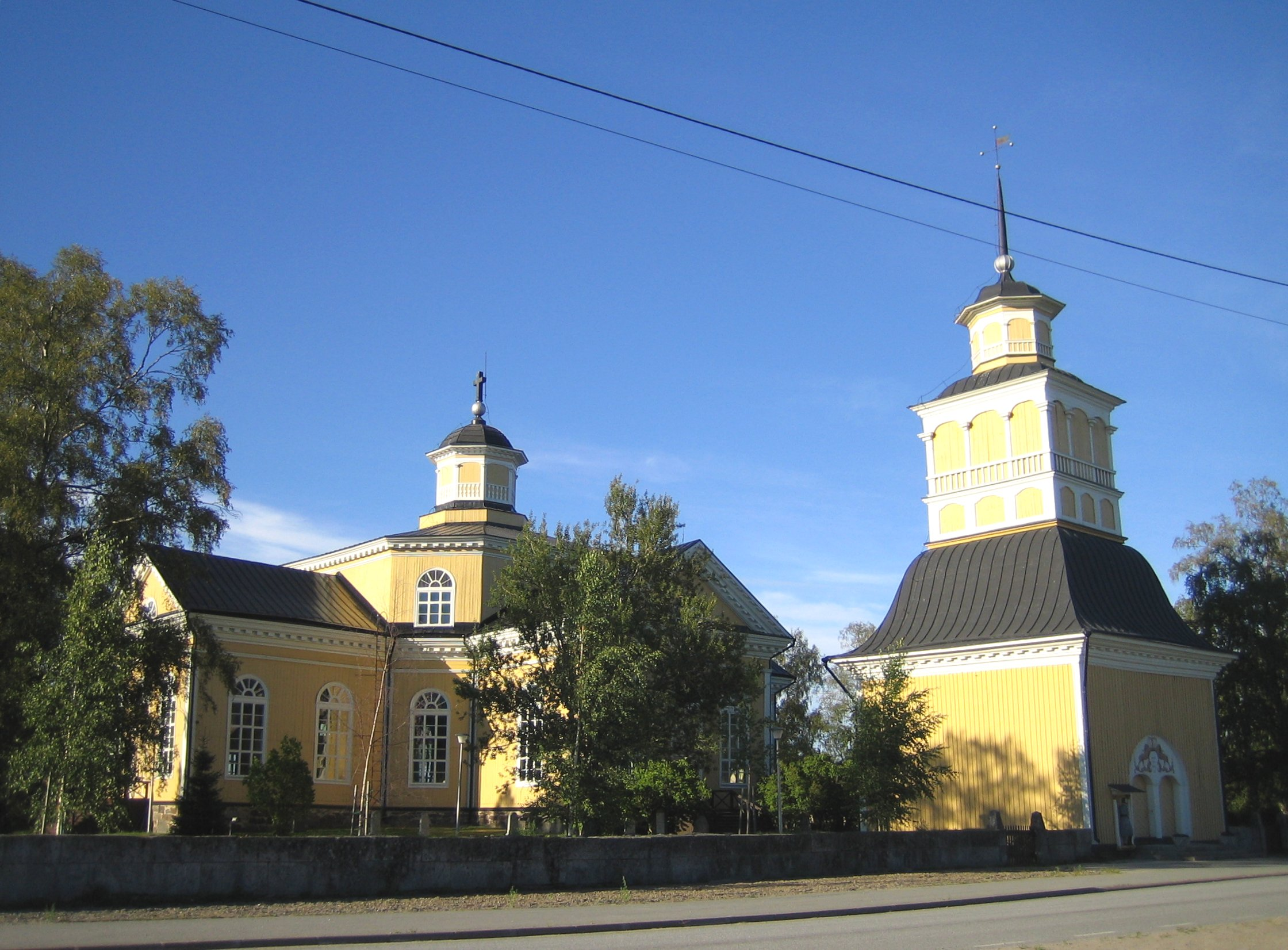
Kronoby kyrka, den yngsta av kyrkorna i kommunen

- Cronoholmens skeppsvarv från 1600-talet
- Korpholmens spetälskehospital
- Terjärv kyrka från 1775
- Nedervetil kyrka från 1817
- Kronoby kyrka från 1822
- Kronomagasinen
- Tolvmansgården
- Torgare Prästgård
- Huhta-Ottos grottan

### Idrott
Inom kommunen verkar följande idrottsföreningar:
- Hovsala bollklubb (HBK), inom fotboll
- IF Åsarna, inom friidrott
- IK Kronan, inom ishockey, skidåkning, gymnastik, friidrott och orientering
- OK Botnia, inom orientering
- SK Åsen, inom skidåkning
- IK Myran, inom skidåkning, friidrott, orientering, tennis, rinkbandy och fotboll
- Terjärv US (TUS), inom fotboll, ishockey, friidrott, skidåkning
- OK Terjärv, inom orientering
- Mannen Mot Naturen, för att uppehålla fysisk hälsa